# 15. Sinfonie (Schostakowitsch)
Die 15. Symphonie in A-Dur (op. 141) ist Dmitri Schostakowitschs letzte Sinfonie und wurde 1971 in Repino geschrieben. Am 8. Januar 1972 wurde das Werk unter der Leitung seines Sohnes Maxim Schostakowitsch uraufgeführt. Oft wird diese Sinfonie als Quintessenz seines Lebens betrachtet, das aber keinen Endpunkt darstellen will. Das Eingangsmotiv des ersten Satzes (es-as-c-h-a) stellt eine Verschlüsselung des russischen Vornamens „Sascha“ dar.

## Aufbau
Die Sinfonie hat folgende Sätze:
1. Allegretto
2. Adagio – Largo (attacca)
3. Allegretto
4. Adagio – Allegretto

Haupttonart des ersten Satzes ist A-Dur, des zweiten f-Moll und des dritten g-Moll. Der letzte Satz wendet sich von a-Moll nach A-Dur.

## Musik
Während Schostakowitsch für seine letzten Sinfonien meist einen Chor oder Gesangsolisten forderte, beinhaltet diese eine reine Orchesterbesetzung. Auffällig ist an dieser Sinfonie zudem die Häufigkeit von Zitaten; so treten Motive aus Giacchino Rossinis Guillaume Tell und aus Richard Wagners Opern, aber auch Themen aus eigenen, früheren Werken auf. Insgesamt gestaltet Schostakowitsch das sinfonische Geschehen sowohl mit heiteren als auch mit traurigen Momenten.
Der erste Satz zitiert eine lockere Stelle aus Rossinis Werk. Im zweiten Satz stellt der Bläsersatz eine Reminiszenz an einen Trauermarsch dar. Der vierte Satz zeichnet sich vor allem durch polyrhythmische Elemente und perkussive Instrumentation aus und verarbeitet das Schicksalsmotiv aus dem Ring des Nibelungen (genauer gesagt: der dem Motiv folgende Paukenrhythmus legt nahe, dass hier die Passage vor Beginn des Trauermarsches aus der Götterdämmerung gemeint ist), sowie Zitate aus Tristan und Isolde.